# Hexaprotodon
Hexaprotodon è un genere di mammiferi artiodattili, appartenente agli ippopotamidi. L'unica specie ancora esistente è l'ippopotamo pigmeo (H. liberiensis).